# Kedondong (Ngombol)
Kedondong is een bestuurslaag in het regentschap Purworejo van de provincie Midden-Java, Indonesië. Kedondong telt 319 inwoners (volkstelling 2010).